# Chi Keo

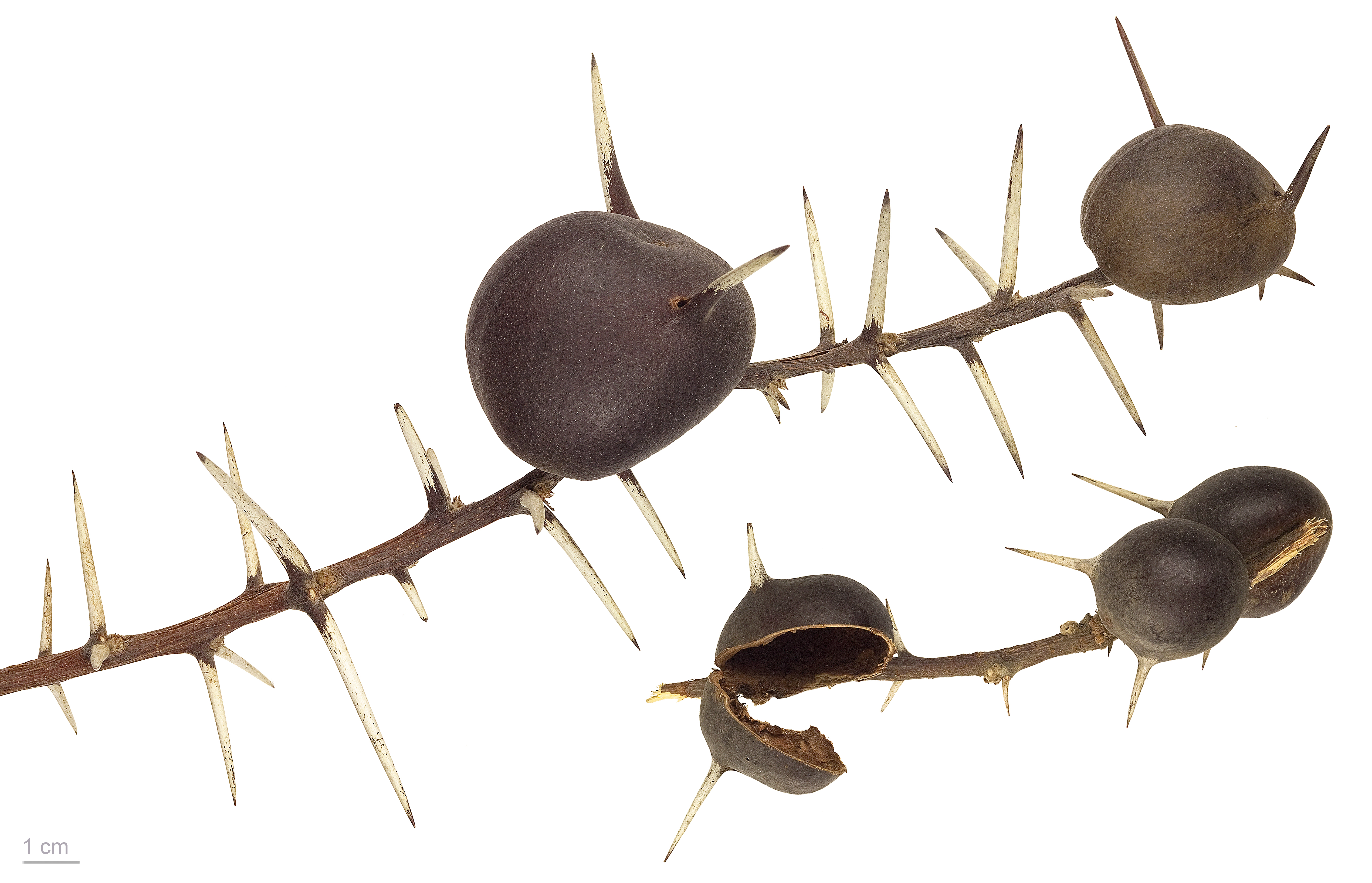
Acacia drepanolobium

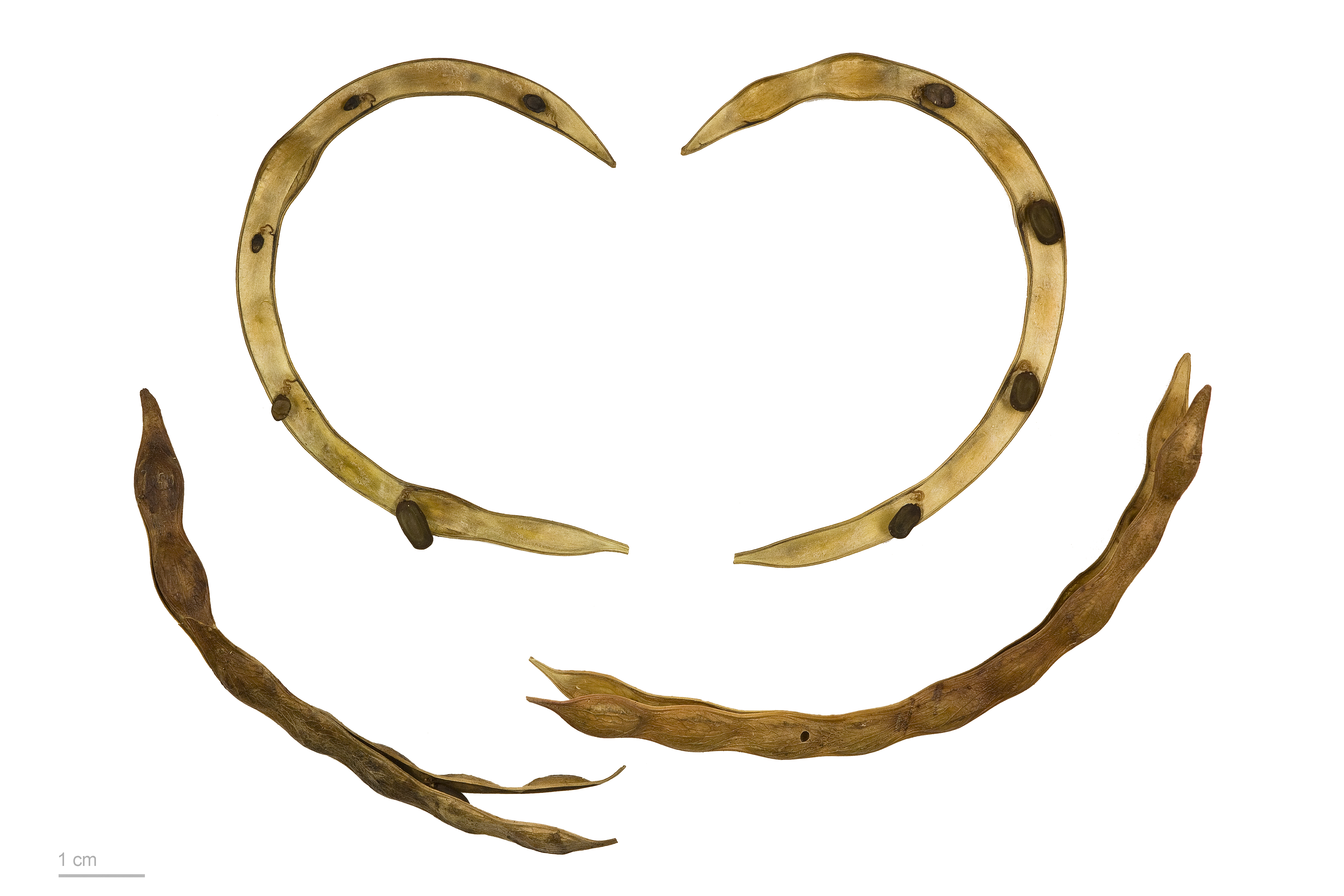
Acacia sp.

Chi Keo hay càm (danh pháp khoa học: Acacia) là một chi của một số loài cây thân bụi và thân gỗ có nguồn gốc tại đại lục cổ Gondwana, thuộc về phân họ Trinh nữ (Mimosoideae) thuộc họ Đậu (Fabaceae), lần đầu tiên được Linnaeus miêu tả năm 1773 tại châu Phi. Hiện nay, người ta biết khoảng 1.300 loài cây keo trên toàn thế giới, trong đó khoảng 950 loài có nguồn gốc ở Australia, và phần còn lại phổ biến trong các khu vực khô của vùng nhiệt đới và ôn đới ấm ở cả hai bán cầu, bao gồm châu Phi, miền nam châu Á, châu Mỹ. Tuy nhiên, chi Acacia dường như là không đơn ngành. Phát hiện này đã dẫn tới sự chia tách Acacia thành 5 chi mới, xem thêm bài Danh sách các loài cây keo.
Loài sinh trưởng xa nhất về phía bắc của chi này là Acacia greggii (keo vuốt mèo), đạt tới 37°10' vĩ bắc ở miền nam Utah, Hoa Kỳ; loài sinh trưởng xa nhất về phía nam là Acacia dealbata (keo bạc), Acacia longifolia (keo bờ biển hay keo vàng Sydney), Acacia mearnsii (keo đen) và Acacia melanoxylon (keo gỗ đen), đạt tới 43°30' vĩ nam ở Tasmania, Australia, trong khi Acacia caven đạt tới vĩ độ tương tự như thế về phía nam, tại khu vực đông bắc tỉnh Chubut, Argentina. Trong tiếng Anh, các loài ở Australia gọi chung là wattle (cây keo Úc), còn các loài châu Phi và châu Mỹ gọi chung là acacia (cây keo).

## Đặc điểm
Lá của các loài keo nói chung là loại lá hình lông chim phức. Tuy nhiên, ở một số loài đặc biệt ở Australia và các đảo trên Thái Bình Dương thì các lá chét bị triệt tiêu và các cuống lá có dạng phẳng và bẹt, hướng lên trên, có tác dụng giống như lá; chúng được gọi là cuống dạng lá. Hướng thẳng đứng của các cuống dạng lá bảo vệ cho các loài cây này không bị quá nóng do ánh sáng dữ dội của Mặt Trời, do chúng chắn ít ánh sáng hơn so với các lá cây nằm ngang. Một số loài (chẳng hạn Acacia glaucoptera) thiếu cả lá lẫn cuống dạng lá, nhưng có cành dạng lá, là một phần của thân cây đã biến đổi thành dạng tương tự như lá để có chức năng quang hợp.
Các hoa nhỏ có 5 cánh hoa rất nhỏ, gần như ẩn kín trong các nhị hoa dài và được phân bổ trong các cụm hoa dày dặc dạng hình cầu hay hình trụ; chúng có màu vàng hay màu kem ở một số loài, một số loài khác thì màu hơi trắng hay thậm chí là tía (chẳng hạn Acacia purpureapetala) hoặc đỏ (trong loài được trồng gần đây Acacia leprosa).
Các loài thường có gai, đặc biệt ở các loài sinh trưởng trong khu vực khô cằn. Chúng thường là các cành bị ngắn đi, cứng và sắc, hoặc đôi khi là lá kèm dạng lá biến hóa thành. Các ví dụ: Acacia armata là cây gai Kangaroo ở Australia, Acacia giraffae, là cây gai lạc đà ở châu Phi. Tại Trung Mỹ, Acacia sphaerocephala (cây gai bò) và Acacia spadicigera, các lá kèm tương tự như gai lớn thường rỗng và cung cấp nơi làm tổ cho các loài kiến, chúng ăn các chất được tiết ra trên cuống lá và các loại thức ăn kỳ dị ở chóp lá chét; ngược lại chúng bảo vệ cho cây chống lại các loài côn trùng ăn lá.
Tại Australia, các loài keo bị ấu trùng của một số loài nhậy thuộc họ Hepialidae phá hoại, chẳng hạn các loài thuộc chi Aenetus như A. ligniveren. Chúng đào hang theo chiều ngang vòng quanh thân cây, sau đó theo chiều đứng xuống dưới. Các ấu trùng khác cùng thuộc bộ Lepidoptera cũng được ghi nhận là phá hoại Acacia, như bướm đuôi nâu, Endoclita malabaricus và nhậy củ cải. Các loài ấu trùng ăn lá của một số loài thuộc họ Bucculatricidae cũng phá hoại lá keo: chẳng hạn Bucculatrix agilis chỉ ăn lá của cây Acacia horrida hay Bucculatrix flexuosa chỉ ăn lá cây Acacia nilotica.

## Sử dụng

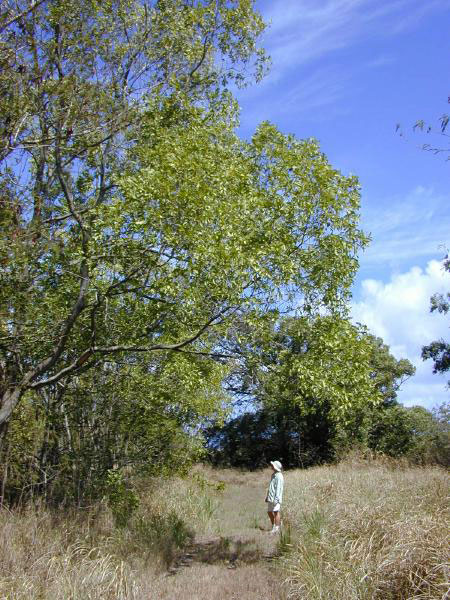
keo lá tràm (Acacia auriculiformis)

### Trong công nghiệp và y tế
Một số loài keo khác nhau sản xuất ra chất gôm. Gôm Ả Rập thực thụ là sản phẩm của loài keo Senegal (Acacia senegal), là loài cây phổ biến ở vùng nhiệt đới khô cằn ở Tây Phi, từ Sénégal tới miền bắc Nigeria.
Acacia arabica là cây "keo Ả Rập" ở Ấn Độ, nhưng chúng tạo ra gôm kém chất lượng hơn so với gôm Ả Rập thực thụ. Vỏ cây Acacia arabica được sử dụng ở Sindh để thuộc da. Trong y học Ayurveda, vỏ cây này được coi là phương thuốc có ích trong điều trị việc xuất tinh sớm.
Vỏ các loài keo khác nhau rất giàu tanin và là một mặt hàng xuất khẩu quan trọng; các loài có giá trị lớn nhất trong việc này là Acacia pycnantha (keo vàng), Acacia decurrens (keo vỏ dà), Acacia dealbata (keo bạc) và Acacia mearnsii (keo đen). Loài keo đen được trồng ở Nam Phi. Quả của Acacia nilotica (gọi là "neb-neb" trong ngôn ngữ bản địa), một loài khác ở châu Phi cũng rất giàu tanin và cũng được những thợ thuộc da sử dụng.
Một số loài cung cấp các loại gỗ có giá trị; chẳng hạn Acacia melanoxylon (keo gỗ đen) ở Australia, chúng là loài cây thân gỗ lớn; gỗ của chúng được dùng để làm đồ gỗ nội thất và có độ bóng cao; hay Acacia homalophylla (gỗ Myall, cũng ở Australia) tạo ra gỗ có mùi thơm, được sử dụng cho mục đích làm cảnh. Acacia formosa cung cấp loại gỗ có giá trị của Cuba gọi là "sabicu". Acacia seyal được coi là cây keo (shitta) đã xuất hiện trong Kinh Thánh và cung cấp gỗ shitta. Nó được sử dụng trong sản xuất hộp đựng pháp điển của người Do Thái. Là một biểu tượng tinh thần, nó còn là một trong những biểu tượng có quyền lực nhất trong hội Tam điểm, thể hiện linh hồn của Thượng đế và sự tinh khiết của tâm hồn. Acacia heterophylla từ đảo Réunion và Acacia koa (keo Hawaii) từ quần đảo Hawaii là các loài cây lấy gỗ có giá trị. Tại Việt Nam, các loài cây keo tai tượng (Acacia mangium) và keo lá tràm (Acacia auriculiformis) được trồng để làm nguyên liệu sản xuất giấy, cải tạo vườn rừng.
Acacia farnesiana được sử dụng trong công nghiệp sản xuất nước hoa do nó có mùi thơm rất mạnh.
Chất làm se trong y học, chất cao su (catechu), thu được từ một số loài, nhưng đặc biệt là ở Acacia catechu, bằng cách luộc gỗ và cho bay hơi dung dịch để thu được các chất chiết ra.

### Cây cảnh

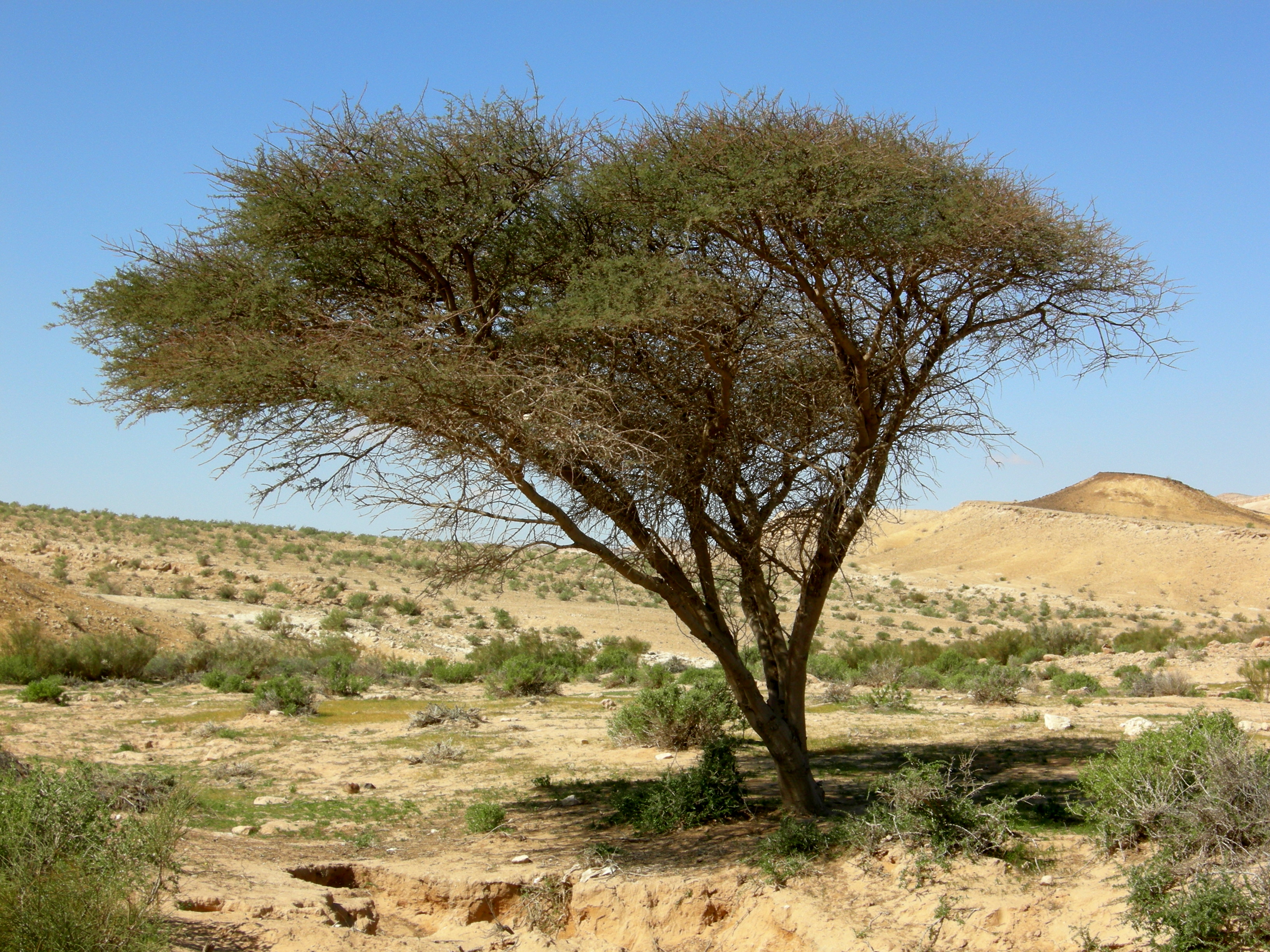

Một số loài được sử dụng như là các loại cây cảnh; phổ biến nhất có lẽ là Acacia dealbata (keo bạc) có các lá từ màu lục xám tới màu bạc và các hoa màu vàng sáng; nó đôi khi còn bị gọi sai thành "trinh nữ" (mimosa) tại một số khu vực có trồng, bởi sự nhầm lẫn với cây trinh nữ thực thụ thuộc chi Mimosa (chẳng hạn tại Đà Lạt, Việt Nam).

### Ẩm thực
Hạt của một số loài keo được dùng làm thực phẩm và các một loạt các sản phẩm khác trong ẩm thực. Ví dụ, hạt của Acacia niopo được nướng và dùng như là thuốc hít tại Nam Mỹ.
Tại Lào và Thái Lan, các loại rễ của Acacia pennata (gọi là cha-om) được sử dụng trong súp, cà ri, trứng ốp lết hay các món xào.

### Dược phẩm
Nhiều loài trong chi Acacia chứa một số ancaloit có các tác động tới thần kinh như gây ảo giác, trong đó DMT và NMT là nổi bật và có ích nhất. Lá, thân và/hoặc rễ có thể ủ với một số thực vật chứa MAOI để thu được các tác dụng khi uống. Nó có thể coi là một dạng của Ayahuasca. Có thể liên quan đến tác dụng này, thần thoại Ai Cập đã gắn cây keo với các đặc trưng của cây của sự sống (xem thêm bài về Huyền thoại Osiris và Isis).
Các ancaloit trong các loài khác nhau, từ TiHKAL (của Alexander Shulgin):
| Acacia baileyana       | 0,02% tryptamin và β-cacbolin, trong lá     |
| Acacia maidenii        | DMT và NMT, trong cuống lá                  |
| Acacia albida          | DMT, trong lá                               |
| Acacia confusa         | DMT và NMT, trong lá, cuống lá và vỏ cây    |
| Acacia cultriformis    | tryptamin, trong lá và cuống lá             |
| Acacia laeta           | DMT, trong lá                               |
| Acacia mellifera       | DMT, trong lá                               |
| Acacia nilotica        | DMT, trong lá                               |
| Acacia phlebophylla    | DMT, trong lá                               |
| Acacia podalyriaefolia | tryptamin, trong lá                         |
| Acacia senegal         | DMT, trong lá                               |
| Acacia seyal           | DMT, trong lá                               |
| Acacia sieberiana      | DMT, trong lá                               |
| Acacia simplicifolia   | DMT và NMT, trong lá, cuống lá, vỏ thân cây |
| Acacia vestita         | tryptamin, trong lá và cuống lá             |

## Các loài
Xem Danh sách các loài cây keo để có danh sách một phần của các loài cây thuộc chi này.